# Spielräume
Spielräume – Musik aus allen Richtungen ist eine Sendereihe des österreichischen Radiosenders Ö1, die seit Januar 1995 an Werktagen von Montag bis Freitag zwischen 17:30 und 17:55 Uhr ausgestrahlt wird.

## Sendungskonzept
Das ursprüngliche Konzept der Sendereihe Spielräume stammt von Giselher Smekal, der sendungsverantwortlicher Producer war, bis er diese Funktion 1997 an Mirjam Jessa übergab. Der Sendungsname „Spielräume“ war programmatisch und experimentell gedacht. Die Sendereihe sollte für die Hörer etwas Unvorhersehbares haben und das Radiopublikum täglich aufs Neue überraschen. Im Unterschied zu allen anderen Musiksendungen, deren Bandbreite vorgegeben und damit voraussehbar ist, sollten die Spielräume thematisch und stilistisch offenbleiben. Die einzige Vorgabe war, dass die jeweiligen Musiksendungen völlig frei gestaltet und bespielt werden. Im Interesse dieser angestrebten Vielfalt wurde die Sendung während der ersten zwei, drei Jahre von acht unterschiedlichen Personen gestaltet, die in unregelmäßigen Abständen einzeln für die einzelnen Ausgaben verantwortlich waren.
Dieses experimentelle Konzept wich im Jahr 1997 der Absicht, ein größeres Stammpublikum aufzubauen, wofür ein höheres Maß an Wiedererkennbarkeit angestrebt wurde. In diesem Sinn wurde damals das Spielräume-Team auf fünf fixe Gestalter verkleinert, die jeweils einen bestimmten Werktag betreuen, der zudem mit einer streng definierten Musikrichtung verbunden wurde. Der Themenbogen der Spielräume reicht von der Vorstellung neuer empfehlenswerter CDs über Trends am Plattenmarkt bis zu aktuellen Informationen und Veranstaltungstipps. Die Musikbandbreite umfasst nicht-klassische Qualitätsmusik, d. h.: Chansons, Ethno, Folk, Jazz, Liedermacher, Pop, Retro, Schlager, Singer-Songwriter, Volksmusik, Volxmusik sowie elektronische Musik.

## Beispielsendungen
- Johann Kneihs: Stimmkönigin und Stilikone. Klassiker abseits der Klassik. Édith Piaf und Juliette Gréco (Spielräume Nachtausgabe).
- Wolfgang Schlag: Best of "Spielräume" 2006. Von Hendrix bis Zidane.
- Giselher Smekal: Best of "Spielräume" 2006. Musik aus den USA, Österreich und Norwegen.
- Elke Tschaikner: Best of "Spielräume" 2006. Eine kleine Rückschau.
- Andreas Weigel: Vertonte Tätowierungen. Ausgewählte Lieder über Tattoos. ORF, Ö1, Spielräume, 22. November 2011, abgerufen am 9. Januar 2016.